# Детлеф Кобеля
Детлеф Кобеля (н. -луж. Detlef Kobjela; нар. 7 квітня 1944 року, село Рогізно, Лужиця, Німеччина — 18 травня 2018, Будішин, Лужиця, Німеччина) — серболужицький композитор і музикознавець. Вніс значний вклад для збереження і розвитку музичної культури серболужицького народу. Лауреат премії імені Якуба Цішинського (1978).

## Біографія
Народився в 1944 році в серболужицькому селі Рогізно в родині пекаря. З п'ятирічного віку почав своє навчання грі на фортепіано. У віці шести років вступив до музичної школи в Котбусі. З восьми років навчався в Нижньолужицькій гімназії в Котбусі, яку закінчив в 1962 році. Намагався вступити на бібліографічний факультет Берлінського університету імені Гумбольдта, проте через брак місць вступив на факультет мистецтва та німецької мови Педагогічного інституту в Будішині. Під час останнього року навчання працював музичним драматургом в Серболужицькому національному ансамблі. У 1967 році закінчив інститут за спеціальністю «германістика, педагогіка і історія мистецтва». Потім проходив строкову службу в званні капрала в міській поліції в Будішині (1968—1969).
З 1967 по 1980 рік працював музичним драматургом в Серболужицькому національному ансамблі. До 1981 року викладав музику в серболужицькій вищій школі в Котбусі. З 1970 по 1990 роки — науковий секретар Робочої групи музикантів-лужичан в «Спілці композиторів і музикознавців НДР» (Arbeiterkreises Sorbischer Musikschaffender im Verbande der Komponisten und Musikwissenschaftler der DDR).
З 1980 року — головний музичний драматург Серболужицького національного ансамблю і з 1990 по 1995 роки — керівник цього музичного колективу.
З 1968 року займався композиторською діяльністю. Його творчість включає численні музичні твори, в тому числі кінематографічну музику, численні пісні і хорові твори. Його роботи в основному виконувалися в Лужиці і були пов'язані з музичною культурою серболужицького народу.
У 1978 році за свою діяльність був удостоєний Премії імені Якуба Цішинського.

## Твори
- Detlef Kobjela, Werner Meschkank: Vom Regenzauberlied bis zur wendischen Pop-Ballade — Ein Beitrag zur Musikgeschichte der Lausitz unter besonderer [Архівовано 25 серпня 2017 у Wayback Machine.] Darstellung der niedersorbischen Musikgeschichte, Podstupimske pśinoski k Sorabistice, Nr. 3, 2000.